# Procida (Kampanien)
Procida ist eine italienische Gemeinde in der Metropolitanstadt Neapel in Kampanien mit 10.040 Einwohnern (Stand 31. Dezember 2023).

## Geographie
Das rund 4,1 km² große Gemeindegebiet erstreckt sich über zwei der Phlegräischen Inseln im Tyrrhenischen Meer bzw. Golf von Neapel, nämlich die namensgebende Insel Procida und das wesentlich kleinere Inselchen Vivara. Das unbewohnte Vivara ist mit Procida über eine Brücke verbunden. Die beiden Inseln liegen zwischen Kap Miseno im Osten und der Insel Ischia im Westen.  
Die höchste Erhebung Procidas ist Terra Murata (91 m). Vivara, dessen höchster Punkt 110 m erreicht, ist seit 1974 ein Teil des Naturschutzgebiets Area naturale marina protetta Regno di Nettuno und beherbergt viele seltene Vogel- und Pflanzenarten.

## Bevölkerungsentwicklung
| Jahr      | 1921   | 1951   | 1971   | 1991   | 2001   | 2011   |
| --------- | ------ | ------ | ------ | ------ | ------ | ------ |
| Einwohner | 11.429 | 10.156 | 10.015 | 10.559 | 10.575 | 10.228 |

Quelle: ISTAT